# ConQUIZtador
ConQUIZtador, brauzer video igra znanja i veštine u kojoj je glavni cilj — zavladati najvećim delom svoje države. Reč je o igri koja takmičarima omogućava da se bore za vlast na celoj teritoriji svoje države, osvajajući oblast po oblast tačnim odgovorima na pitanja iz raznih kategorija.
ConQUIZtador je potekao iz Mađarske, a njegov osnivač je Atila Bihari.
Nastao je 2002, a u Srbiji je krenuo sa radom 4. juna 2009.
Prema dostupnim podacima iz igre ConQUIZtador sada ima oko 50.000 pitanja i 125.000 igrača!

## Opis igre (sinopsis)
Igru započinju tri igrača koja, koristeći znanje kao i veštine (dozvoljeno je korišćenje interneta kao izvora dodatnih informacija), odgovaraju na dva niza pitanja. U prvom nizu ili prvoj rundi takmičari odgovaraju na pitanja sa brojem. Takmičar čiji je odgovor najbliži tačnom odgovoru, računajući i vreme (ako su dva takmičara dala isti odgovor, a prvi je svoj dao za 1,59 sekundi, a drugi za 3,87 sekundi pobeđuje prvi takmičar ima prednost), osvaja dve teritorije od ukupno 15 na koliko ih je podeljena Srbija. Drugoplasirani bira jednu oblast. Tada oblast vredi 200 bodova. U drugoj rundi igra se na napadanje protivničkih teritorija ili kula. U ovom delu igre odgovara se na pitanja sa četiri ponuđena odgovora. Takmičar koji jedini da tačan odgovor osvaja teritoriju koja se tada vrednuje sa 400 bodova ili dobija 100 bodova za uspešnu odbranu. Ako su oba takmičara dala tačan odgovor igra se pitanje sa brojem, da odredi pobednika. Takođe je, u drugoj rundi, moguće napadati neprijateljske kule kojih ima ukupno tri. Za branioca svaki pobedonosni odgovor napadača oduzima jednu kulu. S uništenjem sve tri kule svi bodovi i teritorije od branioca prelaze kod napadača. Naravno, pobeđuje igrač koji na kraju igre ima najviše bodova.

## (poeni koji se osvajaju kroz više odigranih partija)
je prosek tri discipline: PO, OP i PSP. PO predstavlja procentualnu vrednost tačnih odgovora u poslednjih 256 pitanja (procenat tačnih odgovora sa 4 pitanja + procenat tačnih odgovora sa pitanjem sa brojem/2) OP je odnos pobeda i računa se na osnovu poslednjih 100 odigranih partija. PSP je prosečna PI snaga protivnika i računa se na poslednjih 100 odigranih partija.

## Spoljašnje veze
- Srpski ConQUIZtador
- Osvojite Srbiju znanjem! Архивирано на веб-сајту  (18. октобар 2011)